# 北園町 (津山市)
北園町（きたぞのちょう）は、岡山県津山市にある地名。郵便番号は708-0003。

## 地理
西苫田地区の東部に位置する。

## 歴史

### 沿革
- 1968年 - 上河原、山北の各一部から北園町が誕生。

## 世帯数と人口
2021年（令和3年）1月1日現在の世帯数と人口は以下の通りである。
| 町丁   | 世帯数  | 人口    |
| ------ | ------- | ------- |
| 北園町 | 580世帯 | 1,140人 |

## 小・中学校の学区
市立小・中学校に通う場合、学区は以下の通りとなる。
| 番地 | 小学校           | 中学校             |
| ---- | ---------------- | ------------------ |
| 全域 | 津山市立東小学校 | 津山市立北陵中学校 |

## 交通

### 道路
- 国道、県道は走っていない。

## 施設
- 美作大学
- 美作大学短期大学部
- 総合旅行サービス津山店
- 津山北園簡易郵便局